# Keita Amemiya

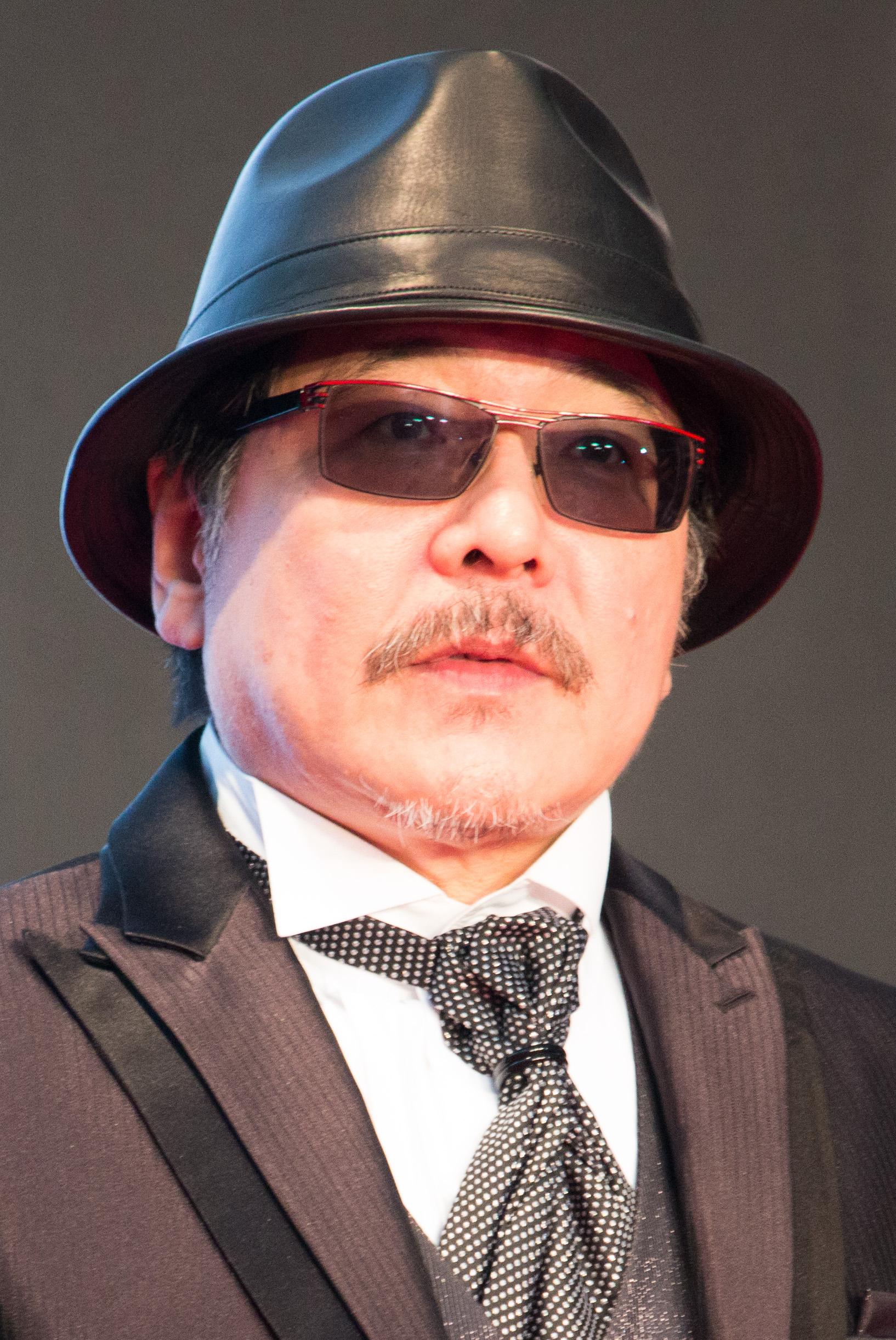
Keita Amemiya (2015)

Keita Amemiya (jap. 雨宮 慶太, Amemiya Keita; * 24. August 1959 in Urayasu, Präfektur Chiba, Japan) ist ein japanischer Game-Character-Designer und Filmregisseur. 
Keita Amemiya inszeniert seit 1983 Fernsehserien und Spielfilme wie den 1991 entstandenen Zeiram, in dem die gleichnamige außerirdische Kreatur gegen die Kopfgeldjägerin Iria kämpft. Weitere bekannte Filme sind u. a. Kamen Rider und Unholy Women – Das Klappern. Er hatte die Idee zur Anime-Fernsehserie Mahō Shōjo Tai Arusu (Teeny Witches) die von 2004 bis 2005 erstausgestrahlt wurde. Er ist seit 1986 mit der japanischen Filmregisseurin Yumiko Awaya verheiratet.

## Filmografie (Auswahl)
- 1991: Zeiram (イ・リ・ア　ゼイラム　ジ　アニメーション)
- 1997: Moon over Tao (タオの月)
- 2006: Unholy Women – Das Klappern (コワイ女 カタカタ)